# Farabert
Farabert de Lieja va ser abat de l'abadia de Prüm (925-946) i bisbe de Lieja i abat de Lobbes de 947 a 953. Eixia de les nissagues nobles lotaringis de la cort d'Otó I.
Participà en el sínode d'Ingelheim que reglava la disputa entre els Vermandois que van posar Hug de Vermandois a la seu de l'arquebisbat de Reims a l'edat de 5 anys. El sínode destituí Hug. El 4 de juliol de 952 Otó I dona l'abadia d'Aldeneik (Maaseik) a Farabert.
No va continuar l'obra de reforma a Lobbes del seu predecessor i va practicar l'hospitalitat amb una generositat que va desplaure als catòlics més austers. L'abadia va prendre el malnom de Vall d'Or i el cronista Folcuí de Lobbes vituperà les liberalitats de Farabert: «Va trencar una corona d'or, ornada de gemmes i dona'ls als seus servidors.» Segons Fabritius, «el monistrol va decaure a tal punt que els monjos només s'embriagaven i s'aferrussaven»
Morí el 28 d'agost de 953.